# Protounguicularia transiens
Protounguicularia transiens (Höhn.) Hutinen – gatunek grzybów z rodziny Hyaloscyphaceae.

## Systematyka i nazewnictwo
Pozycja w klasyfikacji według Index Fungorum: Protounguicularia, Hyaloscyphaceae, Helotiales, Leotiomycetidae, Leotiomycetes, Pezizomycotina, Ascomycota, Fungi.
Po raz pierwszy takson ten opisał w 1918 r. Franz Xaver Rudolf von Höhnel, nadając mu nazwę Pezizellaster transiens. Obecną nazwę nadał mu Seppo Hutinen w 2008 r. Synonimy:
- Pezizellaster transiens Höhn. 1918
- Olla transiens (Höhn.) Baral 1993[2].

## Morfologia
Owocniki typu apotecjum, występujące w grupach, tarczowate, o średnicy 0,1–0,4 (0,5) mm, w stanie suchym zamknięte, w stanie wilgotnym otwarte. Brzeg podwinięty, owłosiony, włoski szkliste, żółtawe do białawych. Strona wewnętrzna (hymenialna) o bardzo zmiennej barwie: szara, szarobrązowa, kasztanowo-brązowe, złocistobrązowa, orzechowo-brązowa, dominują odcienie brązu.
Zarodniki białe, 6–12 × 2–3 µm, smukłe, elipsoidalne, często w kształcie klina zwężającego się po jednej stronie, gładkie, z kilkoma drobnymi gutulami na końcach. Worki 40–57 × 5,5–9,5 µm, trzonek worka bez sprzążek, w płynie Lugola barwiący się na niebiesko. Włoski 30–60 × 3–4 µm, z 1–3 przegrodami, końcówki zmieniające w płynie Lugola barwę na czerwono-brązową do czarnobrązowej. Parafizy nitkowate, niepozorne, nie wystające z worków.
Gatunki podobne: wełniczka białofioletowa (Lachnella alboviolascens), wełniczka kosmata (Lachnella villosa), Capitotricha bicolor, Dasyscyphella nivea, Lachnum sulphureum, Cyathicula coronata.

## Występowanie i siedlisko
Podano występowanie Protounguicularia transiens tylko w Europie i na południowym krańcu Ameryki Południowej. W Polsce po raz pierwszy jego stanowisko podał Tomasz Ślusarczyk w 2019 r. (jako Olla transiens)
Grzyb nadrzewny, saprotrof. Występuje na starych, martwych gałęziach lub pniach drzew liściastych, lubi okorowane, gnijące, grube gałęzie dębów. Preferuje miejsca wilgotne, występuje w pobliżu strumieni, głównie poza zamkniętymi lasami, przez cały rok, ale głównie od późnej jesieni do wiosny.